# Miloš Malenović
Miloš Malenović (Belgrado, 14 januari 1985) is een Zwitsers voormalig betaald voetballer van Joegoslavische (Servische) komaf die bij voorkeur in de voorhoede speelde. Hij tekende in het seizoen 2009/10 een eenjarig contract bij FC Emmen met een optie op nog een seizoen, die in januari 2010 werd gelicht. Zijn debuut in het betaald voetbal maakte hij in het seizoen 2003/2004 voor Grasshopper-Club Zürich. Nadat zijn contract bij Emmen in 2011 afliep en hij het laatste half jaar verhuurd was aan streekrivaal BV Veendam, vond hij geen nieuwe club meer. Sindsdien is hij actief als spelersmakelaar. Vlak voor het einde van de derby FC Emmen - BV Veendam (eindstand 0-1) scoorde hij zijn enige doelpunt voor de Veenkolonialen, nota bene tegen de club die hem had verhuurd.
Als spelersmakelaar was hij tot 2020 eerst vooral actief bij de club Grasshopper Club Zürich in Zwitserland. Als voetbalmakelaar was hij onder andere zaakwaarnemer van coach Alfred Schreuder en speler Dušan Tadić. In de zomer van 2022 was hij, niet in dienst bij Ajax maar ingehuurd als adviseur, betrokken bij verschillende transfers van Ajax-spelers.

## Carrière
| Jaar        | Club                    | Competitie        | Wedstrijden | Goals |
| ----------- | ----------------------- | ----------------- | ----------- | ----- |
| 2003 - 2004 | Grasshopper-Club Zürich | Axpo Super League | 1           | 0     |
| 2004 - 2006 | FC Wohlen               | Challenge League  | 51          | 23    |
| 2006 - 2007 | FC St. Gallen           | Axpo Super League | 12          | 0     |
| 2007 - 2008 | Neuchâtel Xamax         | Axpo Super League | 7           | 1     |
| 2008-2009   | FC Omniworld            | Jupiler League    | 20          | 1     |
| 2009 - 2010 | FC Emmen                | Jupiler League    | 12          | 6     |
| 2010/2011   | FC Emmen                | Jupiler League    | 10          | 0     |
| 2010/2011   | → BV Veendam (huur)     | Jupiler League    | 5           | 1     |
| Totaal      |                         |                   | 108         | 32    |

## Interlands
- Zwitserland -21

| Wedstrijden | Goals |
| ----------- | ----- |
| 4           | 2     |

- Zwitserland -20

| Wedstrijden | Goals |
| ----------- | ----- |
| 7           | 4     |